# مطار الدقم
مطار الدقم (بالإنجليزية: Duqm Airport)‏ (إياتا: DQM، إيكاو: OODQ) هو مطار داخلي يخدم المنطقة الإقتصادية الخاصة بالدقم ويقع في ولاية الدقم في محافظة الوسطى في سلطنة عمان.

## التشغيل وأهم المرافق
بدأ تشغيل المطار في العام 2014م ، ويتكون المطار من مبنى المسافرين والذي تبلغ مساحته (5,600) متر مربع،  كما وتقدر طاقته الاستيعابية بنصف مليون مسافر سنويا مع إمكانية التوسع مستقبلا إلى مليوني مسافر سنويا، ومبنى الشحن الجوي الذي تبلغ طاقته الاستيعابية 25 ألف طن سنويا مع إمكانية توسعته حسب الطلب والحاجة، كما يحتوي المطار على مدرج بطول 4 كيلومترات وبعرض 75 مترا مع ممرات رابطة ومواقف للطائرات تتسع لأربع طائرات من ضمنها طائرة الأيرباص A380. وقد تم تشغيل المبنى الجديد للمسافرين في عام 2018م.
تشرف على مطار الدقم الهيئة العامة للمناطق الاقتصادية الخاصة والمناطق الحرة، وتعمل على تشغيله مطارات عمان.

## الموقع
ويقع مطار الدقم على بعد 14 كم من مدينة الدقم، ويمكن الوصول إليه بسهولة من الجهة الجنوبية للمدينة عبر طريق السلطان قابوس والذي يقع على جهة اليسار من دوار المطار

## شركات الطيران والوجهات
| الشركة          | الوجهة |
| --------------- | ------ |
| الطيران العماني | مسقط   |

تعمل في المطار شركة واحدة فقط وهي الطيران العماني وبعدد ست رحلات أسبوعيا.

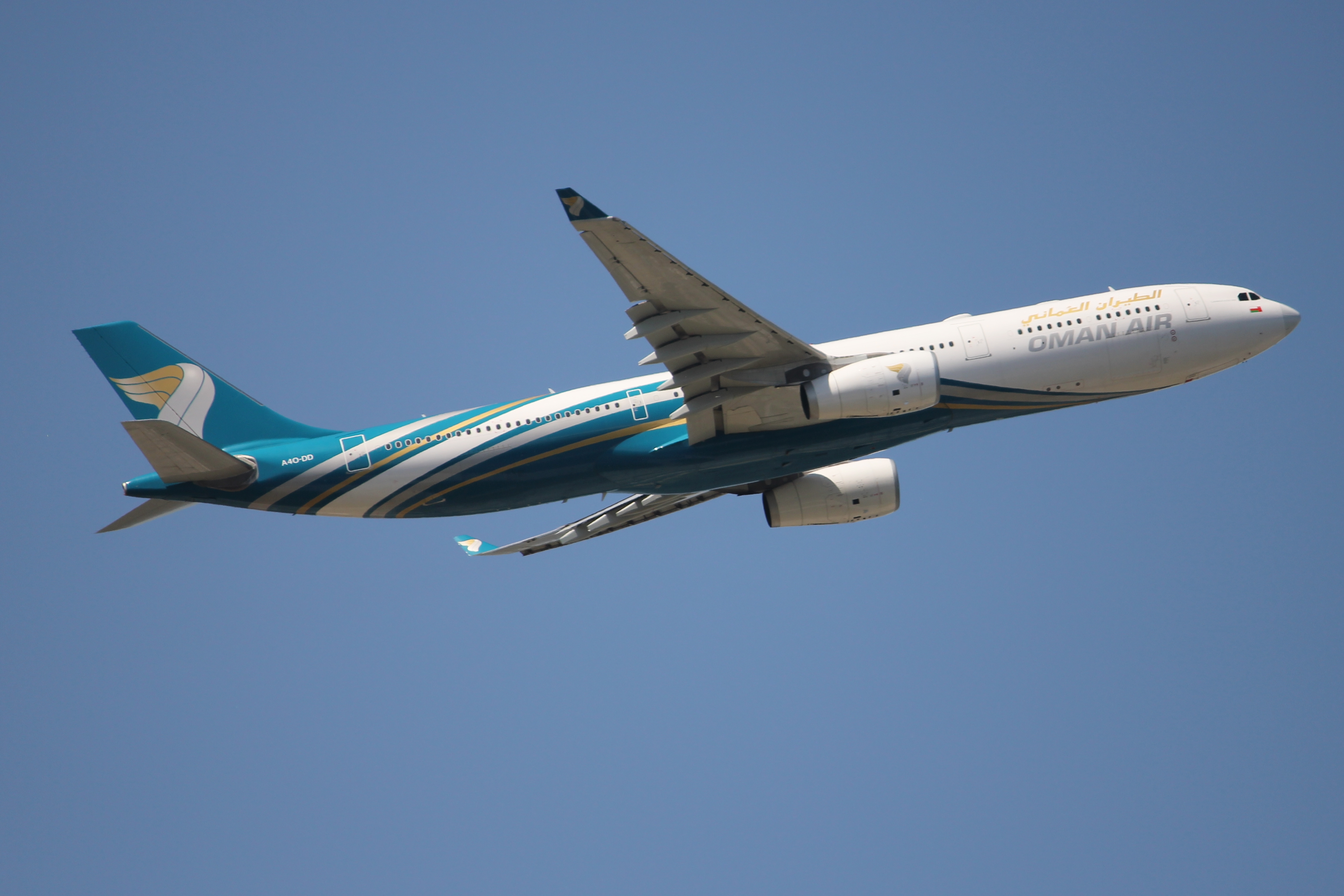
الطيران العُماني إيرباص إيه 330-300

## وصلات خارجية
- OpenStreetMap - Al Duqm International Airport
- OurAirports - Duqm International Airport
- Oman airports official web site